# معركة ممر هوفر
معركة ممر هوفر (بالإنجليزية: Battle of Hoover's Gap)‏ هي معركة وقعت في يوم 24 يونيو 1863 في مقاطعة بيدفورد ومقاطعة روثرفورد بولاية تينيسي وهي المعركة الرئيسية في حملة تولاهوما خلال الحرب الأهلية الأمريكية ، وانتهت المعركة بانتصار قوات الاتحاد علي القوات الكونفدرالية.

## روابط خارجية
- خريطة أطلس ويست بوينت لحملة تولاهوما